# Municipio de Kingman (Kansas)
El municipio de Kingman (en inglés: Kingman Township) es un municipio ubicado en el condado de Kingman en el estado estadounidense de Kansas. En el año 2010 tenía una población de 115 habitantes y una densidad poblacional de 1,23 personas por km².

## Geografía
El municipio de Kingman se encuentra ubicado en las coordenadas 37°31′19″N 98°24′4″O / 37.52194, -98.40111. Según la Oficina del Censo de los Estados Unidos, el municipio tiene una superficie total de 93.28 km², de la cual 93,26 km² corresponden a tierra firme y (0,02 %) 0,02 km² es agua.

## Demografía
Según el censo de 2010, había 115 personas residiendo en el municipio de Kingman. La densidad de población era de 1,23 hab./km². De los 115 habitantes, el municipio de Kingman estaba compuesto por el 97,39 % blancos, el 0,87 % eran asiáticos y el 1,74 % eran de una mezcla de razas. Del total de la población el 0 % eran hispanos o latinos de cualquier raza.